# شن‌کایا
شن‌کایا (به ترکی استانبولی: Şenkaya، به ارمنی: Պարտեզ، به کردی: Bardîz) یک منطقهٔ مسکونی در ترکیه است که در استان ارزروم واقع شده‌است. شن‌کایا ۱٬۸۰۰ متر بالاتر از سطح دریا واقع شده‌است.